# Aipysurus apraefrontalis
Aipysurus apraefrontalis är en ormart som beskrevs av Smith 1926. Aipysurus apraefrontalis ingår i släktet Aipysurus och familjen giftsnokar och underfamiljen havsormar. IUCN kategoriserar arten globalt som akut hotad. Inga underarter finns listade i Catalogue of Life.
Arten förekommer på mindre öar som tillhör Western Australia. Honor lägger inga ägg utan föder levande ungar.